# Vil·la Diodati
La Vil·la Diodati es una mansió situada a Cologny, Suïssa, prop del llac Léman. És famosa per haver estat lloc d'aplec d'alguns artistes i pensadors europeus, com ara Lord Byron, John Polidori, Mary Shelley i Percy Bysshe Shelley, qui a l'estiu del 1816 s'hi trobaren. Pel mal clima de l'època hagueren de tancar-se 3 dies a la vil·la, inventant històries per espantar-se mútuament, de les quals dues esdevingueren fites del gènere de terror gòtic: Frankenstein i El vampir.

## Origen
Originàriament s'anomenava La vil·la Belle rive. Quan la comprà la família Diodati, li canviaren el nom; tenien un parentiu llunyà amb el teòleg i traductor Giovanni Diodati, primer traductor de la Bíblia a l'italià.
La casa fou construïda a inicis del s. XVIII i era un lloc popular de reunió d'artistes i acadèmics.

## L'estiu de 1816
Al maig de 1816 el poeta George Gordon, també conegut com a Lord Byron, arribà al llac de Ginebra escapant dels problemes que l'assetjaven a Anglaterra. Venia acompanyat pel seu metge de capçalera, el doctor i escriptor John Polidori. Hi coincidí amb el poeta Percy Bysshe Shelley, Mary Wollstonecraft Godwin (amb qui es casaria un any després) i Claire Clairmont (mig germana de Mary i amant de Byron).
Durant la seua estada es produí el fenomen conegut com a any sense estiu, resultat de la violenta erupció explosiva del volcà Tambora, a Indonèsia, que provocà grans anomalies climàtiques al món, i la posició del Sol en el mínim de Dalton. L'inesperat mal temps, fred, humit i plujós, confinà els 5 personatges en la mansió per 3 dies; Byron proposà qui podria escriure la història més aterridora. D'acord amb el que indica Mary en el seu llibre hi havia una «pluja incessant» amb «un estiu humit». Polidori s'inspirà en un fragment de la història de Byron per escriure El vampir, obra iniciadora del gènere de novel·les sobre vampirs del romanticisme.

## Influència cultural
Aquest esdeveniment es convertí en fita de la història de la literatura i en un motiu inspirador de noves obres literàries i artístiques.
Després de la mort de Byron, la vil·la esdevingué un lloc de pelegrinatge dels devots de la literatura romàntica. L'escriptor francés Honoré de Balzac, que s'obsessionà amb la vil·la, cità per un dels seus personatges de la novel·la Albert Savarus: "ara visitada per tot el món, com Coppet i Ferney" (que corresponen a les cases de Madame de Staël i Voltaire, respectivament).
El 1945, l'artista francés Balthus hi visqué durant un temps. El columnista Taki comentà que quan visità la mansió el 1963, pertanyia a la família del tennista Philippe Washer. El New York Times reportà, però, que des del 2001 la vil·la s'havia dividit en apartaments luxosos.
La vil·la apareix en la pel·lícula Gothic i en la novel·la de Chuck Palahniuk Haunted, l'argument de la qual té lloc en una versió moderna Vil·la Diodati. La novel·la L'estiu que mai arribà de William Ospina també s'hi inspira, igual que l'episodi de 2020 The Haunting of Villa Diodati de la sèrie de ciència-ficció Doctor Who.